# Johann Ludwig von Wallmoden
Johann Ludwig Reichsgraf von Wallmoden-Gimborn (22 de Abril de 1736 - 10 de Outubro de 1811) foi um tenente-general e coleccionador de arte alemão.

## Vida

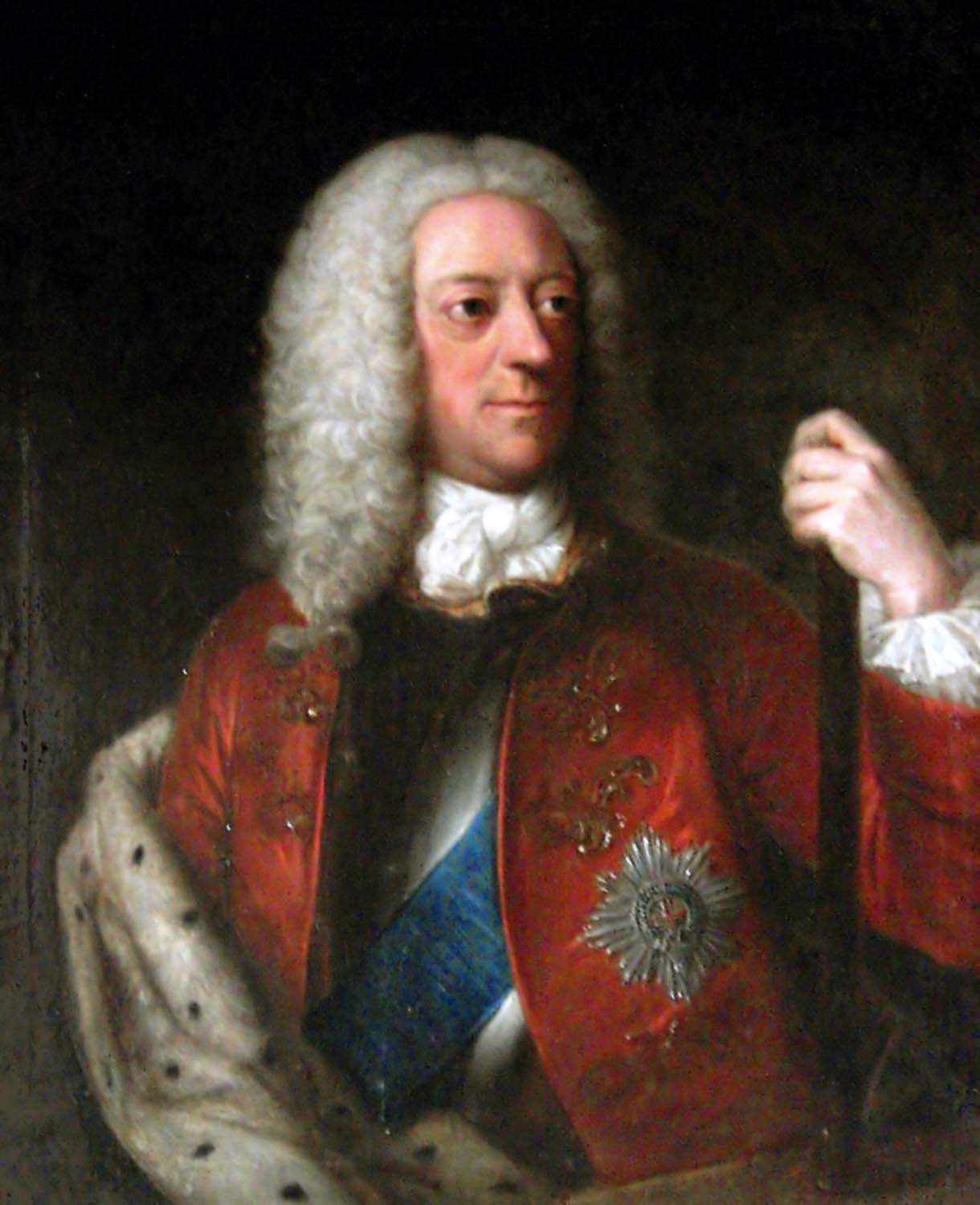
O rei Jorge II da Grã-Bretanha, pai de Johann Ludwig.

Johann Ludwig era um filho bastardo do rei Jorge II da Grã-Bretanha com a sua amante Amalie von Wallmoden. Amalie era casada com Adam Gottlieb, Conde von Wallmoden (1704-1752), mas depois de um pagamento de mil ducados, o conde prescindiu dos seus direitos matrimoniais para entregar a esposa a Jorge. Adam e Amalie acabariam por se separar em 1740.
Após a morte da rainha Carolina em 1737, o primeiro-ministro Robert Walpole sugeriu que Amalie se mudasse de Hanôver para a Grã-Bretanha para se tornar maîtresse en titre de Jorge II. Entretanto, Lady Deloraine, uma cortesã faladora mas inteligente com quem Jorge mantinha uma relação distante, impediu estes planos. Assim, Johann Ludwig cresceu entre os palácios de St. James e Kensington. Sendo filho bastardo do rei, recebeu uma educação extensa e depois partiu para uma Grande Digressão pela Itália onde adquiriu uma grande colecção de esculturas, bustos e relevos clássicos. Quando regressou, entrou no exército de Hanôver e subiu até à posição de major-general.
Por volta de 1700, muitos nobres compraram propriedades na antiga várzea do Leine. Em 1768, Wallmoden-Gimborn comprou alguns destes jardins e juntou-os, apelidando-os de Wallmodengarten (que mais tarde se converteria no Georgengarten). Em 1782, construiu o Wallmoden-Schloss onde colocou a sua colecção de antiguidades. Em 1782, comprou o Reichsherrschaft Gimborn na Vestefália ao príncipe João I de Schwarzenberg e, a 17 de Janeiro de 1783, recebeu um título nobre (Reichsgraf von Wallmoden-Gimborn) com brasão do sacro-imperador José II.
Ao mesmo tempo, Johann Ludwig conseguiu um lugar e opinião no Reichsgrafenkollegium (Colégio de Reichsgrafs)da Vestefália e depois no Reichsstandschaft. Após a morte do conde Filipe II de Schaumburg-Lippe (1723−1787), Johann passou a ser guardião do seu filho mais novo e herdeiro, Jorge Guilherme, a pedido da sua viúva, a princesa Juliana de Hesse-Philippsthal. Entre 1790 e 1811, foi membro honorário da Academia das Artes da Prússia em Berlim.
A 5 de Julho de 1803, na posição de Oberbefehlshaber do exército de Hanôver, assinou a convenção de Artlenburg e assim capitulou perante as tropas de Napoleão que tinham invadido o país.
Após a sua morte, o seu sobrinho, o rei Jorge III, comprou a sua colecção de esculturas e livros antigos (mais de 8000 volumes). A colecção ainda pertence à Casa de Welfen e, desde 1979, faz parte da colecção do Instituto Arqueológico de Göttingen.

## Casamentos e Descendência
Johann Ludwig casou-se pela primeira vez a 18 de Abril de 1766, em Hanôver, com Charlotte Christiane Auguste Wilhelmine von Wangenheim. Tiveram cinco filhos:
1. Ernst Georg August (8 de Maio de 1767 − 1 de Janeiro de 1792)
2. Ludwig Georg Thedel (6 de Fevereiro de 1769 − 20 de Março de 1862), general da cavalaria austríaco.
3. Georgine Charlotte Auguste (1 de Fevereiro de 1770 − 13 de Agosto de 1859)
4. Wilhelmine Magdalene Friederike (22 de Junho de 1772 − 15 de Setembro de 1819) casada com Freiherr Heinrich Friedrich Karl vom Stein.
5. Friedrike Eleonore Juliane (12 de Julho de 1776 − 18 de Fevereiro de 1826) casada com Ludwig Friedrich Graf von Kielmansegg; com descendência.

A 3 de Agosto de 1788, casou-se pela segunda vez em Bückeburg com a baronesa Luise Christiane von Lichtenstein, filha de Freiherr Friedrich Karl von Lichtenstein e Charlotte Ernestine von Berckefeld. Juntos tiveram três filhos:
1. Karl August Ludwig (4 de Janeiro de 1792 − 28 de Fevereiro de 1883), Geheimrat e Feldmarschallleutnant austríaco; casado com Zoe Gräfin von Grünne (filha de Philipp Ferdinand); A linha Oberhaus Wallmoden descende dele.
2. Adolf Franz James Wilhelm (25 de Dezembro de 1794 − 3 de Dezembro de 1825)
3. Luise Henriette (1796−1851)